# Erzwungene Konvektion

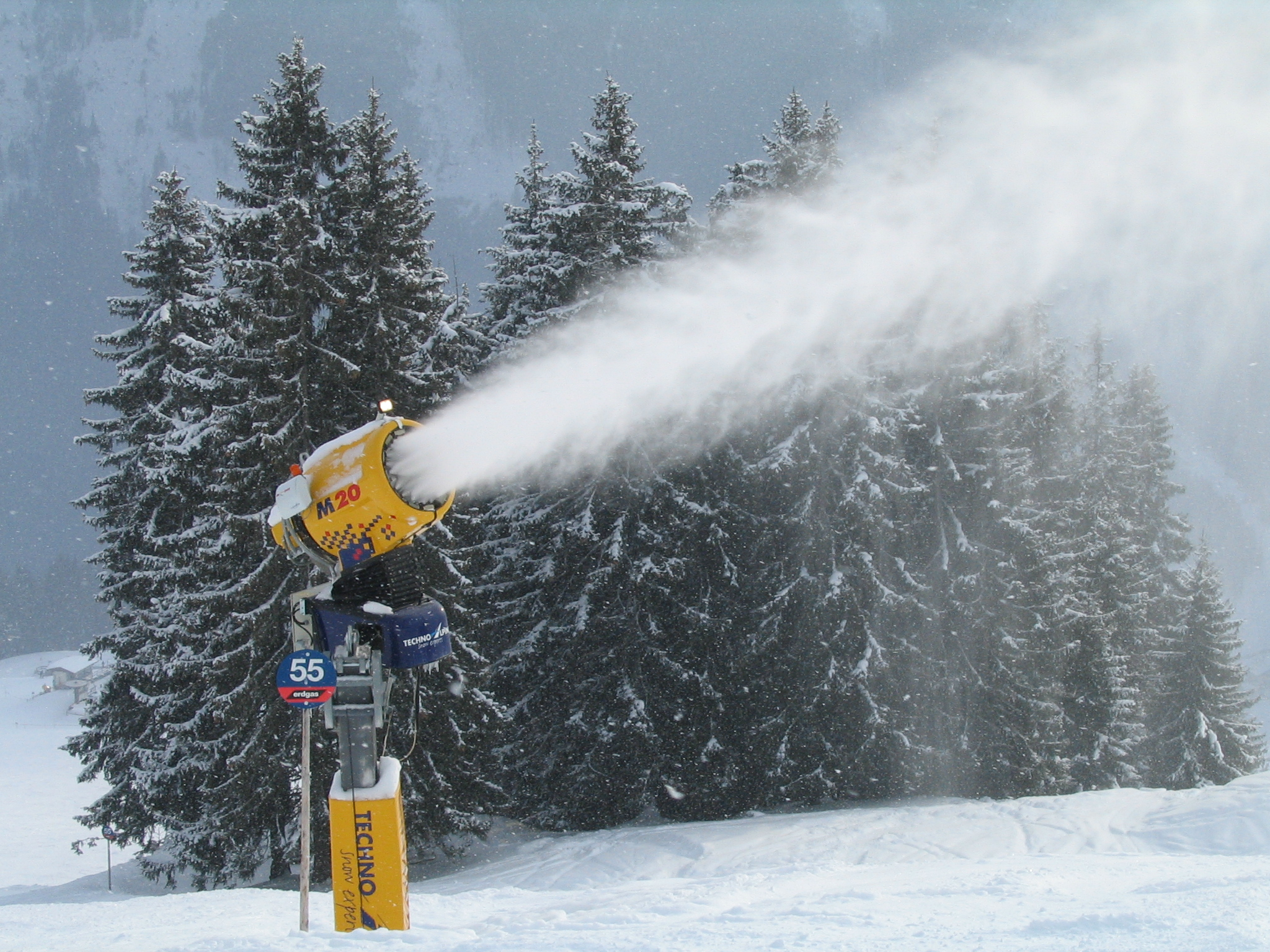
Erzwungene Konvektion, erzeugt mit dem Gebläse einer Schneekanone

Erzwungene Konvektion wird hervorgerufen durch äußere mechanische Einwirkung auf ein Fluid. Dadurch entstehen Druckunterschiede, welche ein Fließen des Fluids bewirken. Solche Einwirkungen können beispielsweise durch Pumpen oder Ventilatoren erzeugt werden.
Bei erzwungener Konvektion tritt fast immer auch natürliche Konvektion auf, welche jedoch in den meisten technisch relevanten Fällen vernachlässigbar klein gegenüber der erzwungenen Konvektion ist.

## Beispiele
Die erzwungene Konvektion ist ein wirkungsvolles Mittel der Wärmezu- und -abfuhr.
- Bei der Haartrocknung mit dem Föhn wird durch ein Gebläse Konvektion erzwungen.
- Bei der Warmwasserheizung sorgen Umwälzpumpen für eine Verteilung des Warmwassers auch in die entfernten Komponenten der Heizungsanlage.
- Kühlung von Elektronikkomponenten, wie etwa Computerprozessoren mit Lüftern.[4]

Andere Beispiele:
- Der in Flugzeugtriebwerken erzeugte Luftstrahl ist erzwungene Konvektion.
- Auch menschliche Einwirkung kann erzwungene Konvektion hervorrufen. Ein Schwimmer gleitet durch Wasser, was Strömungen um den Schwimmer herum verursacht. Die Schwimmzüge der Arme und Beine führen zu weiteren überlagernden Strömungen.